# Nepál uralkodóinak listája

## A Nepáli Királyság uralkodói (1768–2008)
| Rang | Nom            | Image | Uralkodás kezdete    | Uralkodás vége     | Megjegyzés                                                             |
| ---- | -------------- | ----- | -------------------- | ------------------ | ---------------------------------------------------------------------- |
| 1    | Pritvi Narajan |       | 1768. szeptember 25. | 1775. január 11.   | Az utolsó gurkha uralkodó.                                             |
| 2    | Szinha Pratap  |       | 1775. január 11.     | 1777. november 17. |                                                                        |
| 3    | Rana Bahadur   |       | 1777. november 17.   | 1799. március 8.   |                                                                        |
| 4    | Girvan Juddha  |       | 1799. március 8.     | 1816. november 20. |                                                                        |
| 5    | Radzsendra     |       | 1816. november 20.   | 1847. május 12.    |                                                                        |
| 6    | Szurendra      |       | 1847. május 12.      | 1881. május 17.    |                                                                        |
| 7    | Pritvi         |       | 1881. május 17.      | 1911. december 11. |                                                                        |
| 8    | Tribhuvana     |       | 1911. december 11.   | 1950. november 6.  | Először                                                                |
| 9    | Dnyánendra     |       | 1950. november 6.    | 1951. január 8.    | Először                                                                |
| 8    | Tribhuvana     |       | 1951. január 8.      | 1955. március 13.  | Másodszor.                                                             |
| 10   | Mahendra       |       | 1955. március 13.    | 1972. január 31.   |                                                                        |
| 11   | Bírendra       |       | 1972. január 31.     | 2001. június 1.    | Gyilkosság áldozata lett.                                              |
| 12   | Dipendra       |       | 2001. június 1.      | 2001. június 4.    | Formálisan. Halála beálltáig kómában volt.                             |
| 13   | Dnyánendra     |       | 2001. június 4.      | 2008. május 28.    | Másodszor. Megfosztották a trónjától, és kikiáltották a köztársaságot. |